# انبار آب (مقاطعة ديواندرة)
انبار آب (بالفارسية: انبار آب) هي قرية تقع في قسم زرينه الريفي (مقاطعة ديواندرة) في إيران. يقدر عدد سكانها بـ 137 نسمة بحسب إحصاء 2016.